# El Omaria
El Omaria (arabisch العمارية, DMG al-ʿAmmāriyya) ist eine Gemeinde im gleichnamigen Distrikt El-Omaria in der algerischen Provinz Medea.

## Geographie

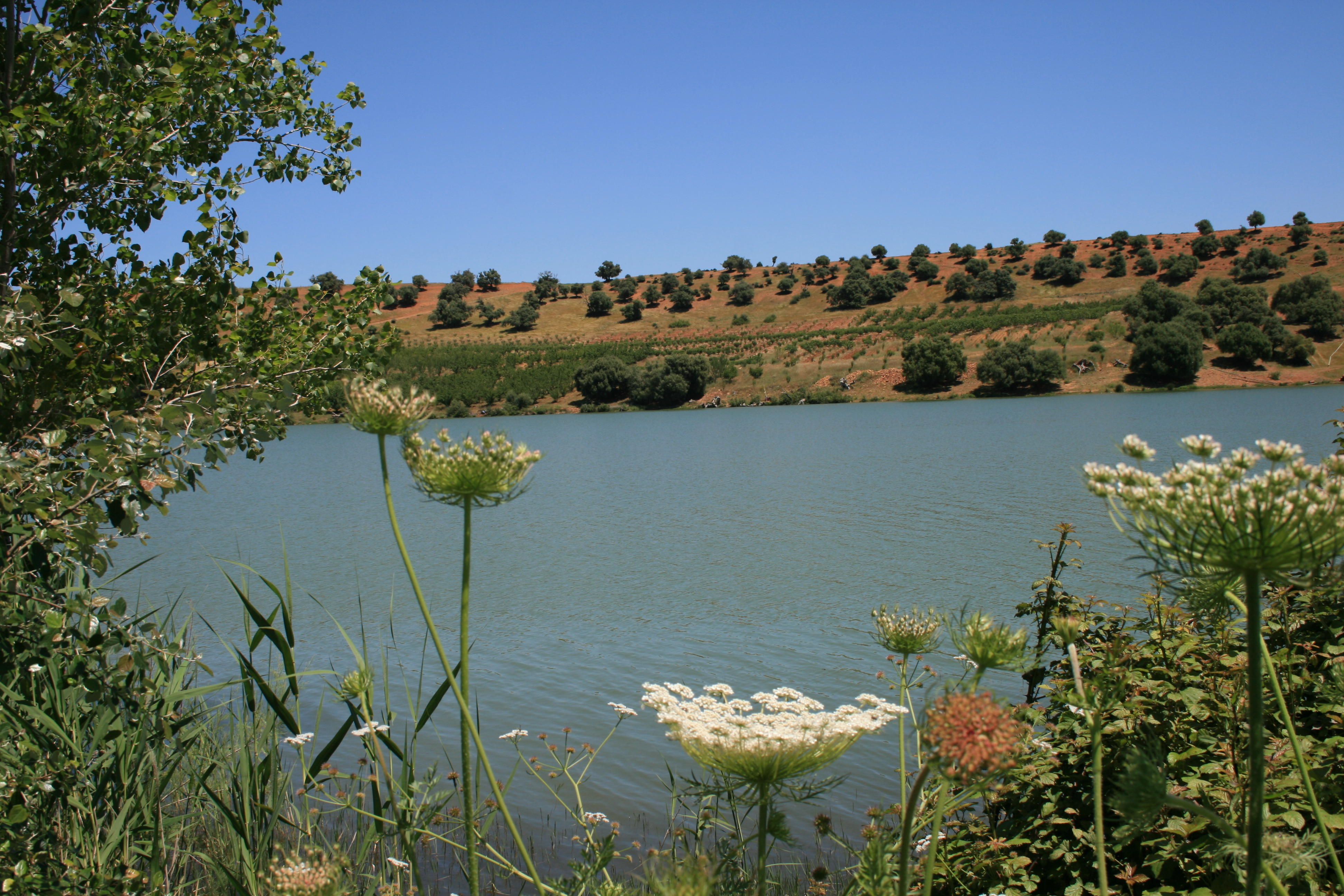
Al-Azharat-Stausee bei El Omaria

El Omaria liegt inmitten des Atlas-Gebirges, ca. 80 km südlich von Algier und 42 km östlich der Provinzhauptstadt Medea. 99 % der Gemeindefläche bestehen aus Bergland; der höchste Punkt liegt 1213 Meter über dem Meeresspiegel. Das Klima ist, typisch für die algerischen Bergregionen, im Sommer heiß und trocken, aber im Winter kalt. Die jährliche Durchschnittstemperatur beträgt 15 °C, bei monatlichen Durchschnittstemperaturen zwischen 6 °C im Winter und 26 °C im Sommer. Die durchschnittlich 480 mm jährlicher Niederschlag fallen vor allem im Winter. Der Al-Azharat-Stausee an der östlichen Grenze der Gemeinde speichert mehr als 10 Millionen Kubikmeter Wasser.

## Geschichte
Die Ortschaft wurde 1921 gegründet, während der französischen Kolonialherrschaft, und hieß zunächst Champlain, nach dem französischen Forschungsreisenden und Kolonisator Samuel de Champlain. Nach der Unabhängigkeit wurde die Gemeinde 1963 nach dem Namen des ersten Opfers des Algerienkrieges in dieser Region, Omar, in El Omaria umbenannt.
Im Jahr 1997 wurde El Omaria zweimal zum Schauplatz schwerer islamistischer Massaker. Am 22. Januar wurden 23 Menschen getötet, am 23. April 42 Menschen.